# (9903) Leonhardt
(9903) Leonhardt ist ein Asteroid des äußeren Hauptgürtels, der von dem italoamerikanischen Astronomen Paul G. Comba am 4. Juli 1997 am Prescott-Observatorium in Prescott, Arizona (IAU-Code 684) entdeckt wurde. Eine unbestätigte Sichtung (1976 UG6) des Asteroiden hatte es vorher schon am 22. und 24. Oktober 1976 am japanischen Kiso-Observatorium gegeben.
Der mittlere Durchmesser des Asteroiden wurde mit 8,499 (±0,240) km berechnet, mit einer Albedo von 0,042 (±0,008) hat er eine dunkle Oberfläche.
(9903) Leonhardt wurde am 2. April 1999 nach dem niederländischen Cembalisten, Dirigenten und Hochschullehrer Gustav Leonhardt benannt. Am 14. Mai 2014 wurde ein weiterer Asteroid nach Leonhardt benannt: (12637) Gustavleonhardt.